# Echus Chasma

Echus Chasma é um chasma no platô elevado de Lunae Planum a norte do sistema de cânions Valles Marineris em Marte.  Argila tem sido encontrada em Echus Chasma o que significa que a água já esteve presente nessa área por um tempo.
Echus Chasma possui aproximadamente 100 km de extensão e 10 km de largura, seus vales possuem uma profundidade que varia de 1 km a 4 km.